# Захвалинський Петро
Петро Захвалинський (псевдо:. «Роман»; нар. 1912 — пом. влітку 1943) — український військовик, член ОУН(М).

## Життєпис
У роки Визвольних змагань — офіцер Армії УНР. Після окупації УНР виїхав до Франції. Активний діяч ОУН. Після розколу ОУН в ОУН (М).
В жовтні 1941 р. в складі похідної групи ОУН. Сотник Київського куреня, частини Буковинського куреня.
Наприкінці 1942 р. виконував обов'язки сотника 2-й сотні 115 батальйону (шуцманшафт), що провадив бойові дії проти радянських партизанів у Білорусі. Знищений Гестапо влітку 1943 року. За спогадами О. Білика: «Сотник Захвалинський був правдивий командир, бо добре справлявся на ходах на партизанів та добре умів тримати мораль у сотні. За те всім подобався, навіть і німцям подобався, але за те, що він часто висловлювався патріотично, то для німців він не був бажаним. Дійшло до того, що в штабі рішають звільнити сотника Захвалинського і відпускають його у відпустку до родини у Францію. Перед відходом на відпустку він одержав град майора, це, мабуть, для того, щоб не мав підозріння і щоб не було пов'язане із арештами у Києві. Літом 1943 р., коли він їхав до Франції ґестапо замордувало його з претекстом, що він був дезертиром із фронту зі сходу»